# Kintzheim
Kintzheim é uma comuna francesa na região administrativa de Grande Leste, no departamento Baixo Reno. Estende-se por uma área de 18,82 km². Em 2010 a comuna tinha 1 676 habitantes (densidade: 89,1 hab./km²).